# Takehiro Kashima
Takehiro Kashima (Japón, 16 de julio de 1980) es un gimnasta artístico japonés retirado, campeón olímpico en 2004 en el concurso por equipos, y bicampeón del mundo en 2003 en los ejercicios de barra fija y caballo con arcos.

## Carrera deportiva
En el Mundial celebrado en Debrecen en 2002 gana la medalla de bronce en la modalidad de caballo con arcos, por detrás del rumano Marius Urzică y el chino Xiao Qin.
En 2003, en el Mundial de Anaheim (Estados Unidos) gana dos medallas de oro, en barra fija y caballo con arcos; y además una medalla de bronce en la competición por equipos, donde Japón queda solo tras China y Estados Unidos.
En los JJ.OO. celebrado en Atenas en 2004 logra la medalla de oro en la competición por equipos, y la de bronce en caballo con arcos, tras el chino Teng Haibin y de nuevo, el rumano Marius Urzică.
En el Mundial de Melbourne de 2005 consigue el bronce en caballo con arcos, tras el chino Xiao Qin y el rumano Ioan Suciu.
Por último, en las Olimpiadas de Pekín de 2008 gana la plata en el concurso por equipos; Japón se sitúa tras los chinos y por delante de los estadounidenses (bronce).